# The Room
The Room – wyprodukowany w 2003 roku niezależny dramat w reżyserii Tommy’ego Wiseau, który także napisał scenariusz, zagrał główną rolę i był odpowiedzialny za produkcję filmu.
Poza Wiseau, obsada składa się z Juliette Danielle, Grega Sestero, Philipa Haldimana, Kyle Vogt, Carolyn Minnott, i Robyn Paris. Choć ogólna fabuła filmu jest skupiona na trójkącie miłosnym złożonym z bankiera Johnny’ego (Wiseau), jego narzeczonej, Lisy (Danielle) i najlepszego przyjaciela, Marka (Sestero), większość filmu składa się z serii niepowiązanych scen z życia przyjaciół i krewnych głównych bohaterów.
Film ten znany jest jako Obywatel Kane złych filmów i uważany jest za jeden z najgorszych filmów, jakie kiedykolwiek powstały. Początkowo wyświetlany jedynie w niektórych kalifornijskich kinach, film szybko zyskał status kultowego, gdy fani dostrzegli śmieszność nieporadności wykonania. W ciągu dekady, jaka minęła od momentu premiery, film był emitowany w całych Stanach Zjednoczonych i stał się podstawą dla gry komputerowej, książki oraz sztuki teatralnej.

## Fabuła
Johnny (Tommy Wiseau), bogaty bankier z San Francisco, mieszka ze swoją narzeczoną, Lisą (Juliette Danielle). Tworzą udany związek potwierdzony przez regularny, pełen pasji, seks. Mimo tych idyllicznych pozorów, Lisa nie jest zadowolona ze swojego życia, i pewnego wieczoru wyznaje swojej najlepszej przyjaciółce Michelle (Robyn Paris) i swojej matce Claudette (Carolyn Minnott), że nudzi ją związek z Johnnym. Mimo że Michelle uważa, że Lisa powinna być wdzięczna losowi za to, co ma, a matka twierdzi, że finansowa stabilność jest ważniejsza niż szczęście, Lisa decyduje się uwieść najlepszego przyjaciela Johnny’ego, Marka (Greg Sestero). Mimo początkowych oporów moralnych, Mark poddaje się wdziękom Lisy. Ich romans trwa przez resztę filmu, mimo że Mark zdaje się niechętny przy każdym zbliżeniu seksualnym i bezskutecznie stara się ową miłostkę zakończyć. Tymczasem Lisa uznaje, że chce „mieć to wszystko” i decyduje się zostać z Johnnym, aby nie stanąć przed koniecznością rezygnacji z wygodnego życia, jakie ten jej zapewnia. W miarę jak zbliża się data wesela, a Johnny staje przed problemami w pracy, Lisa na przemian gloryfikuje i demonizuje narzeczonego w rozmowach z krewnymi i znajomymi, raz oskarżając go (niesprawiedliwie zresztą) o alkoholizm i agresję, innym razem zaś broniąc go przed wszelką krytyką. Ten stan rzeczy trwa do momentu, w którym Johnny podsłuchuje jej rozmowę z matką i zakłada podsłuch na telefon, pragnąc zidentyfikować jej kochanka.
Historia ta jest przeplatana wątkami pobocznymi: Denny (Philip Haldiman), chłopak z sąsiedztwa, którego Johnny wspiera finansowo i „kocha niczym syna”, zostaje ofiarą tajemniczego napadu dokonanego przez dilera imieniem Chris-R (Dan Janjigian), którego Johnny i Mark obezwładniają i oddają w ręce policji. Poza tym Denny zakochuje się w Lisie i wyznaje ten fakt Johnny'emu, który informuje go, że Lisa kocha go jako przyjaciela. Johnny ma tajemniczego klienta w banku, którego tożsamości przysiągł nie zdradzać. Claudette informuje Lisę, że ma zdiagnozowanego raka piersi.  Michelle i jej chłopak Mike (Mike Holmes) wkradają się do domu Johnny’ego i uprawiają w nim seks. Psycholog Peter (Kyle Vogt), przyjaciel Johnny’ego i Marka, na przemian broni Lisy i dowodzi, że jest socjopatką, wskutek czego Mark niemal go morduje. Żaden z tych wątków nie jest w pełni rozwinięty ani zakończony.
Na przyjęciu urodzinowym Johnny’ego, Steven (Greg Ellery), wcześniej niepojawiający się w filmie przyjaciel solenizanta, przyłapuje Lisę całującą się z Markiem, podczas gdy reszta gości jest na zewnątrz i wyrzuca jej zdradę. Lisa nie okazuje skruchy, a Mark domaga się, by Steven nikomu o tym nie powiedział. Johnny ogłasza gościom, że Lisa jest w ciąży, nie wiedząc, że Lisa powiedziała Stevenowi i Michelle, że kłamała o swoim stanie. Pod koniec wieczoru Lisa ujawnia swój romans Johnny'emu, który rzuca się z pięściami na Marka.
Po przyjęciu Johnny zamyka się w łazience, wyrzucając Lisie plany porzucenia go dla Marka. Gdy wychodzi, odtwarza materiał z podsłuchu i słucha intymnej rozmowy między Markiem a Lisą. Rozpaczając nad zdradą swoich przyjaciół, Johnny demoluje swoje mieszkanie i popełnia samobójstwo, strzelając sobie w głowę. Denny, Mark i Lisa znajdują jego ciało jakiś czas później. Mark i Denny obarczają Lisę odpowiedzialnością za jego śmierć, przy czym Mark dodaje, że jej nie kocha. Denny prosi, aby pozostawiono go samego ze zwłokami, lecz Lisa i Mark pozostają i pocieszają się nawzajem przy narastającym dźwięku syren alarmowych.

## Obsada

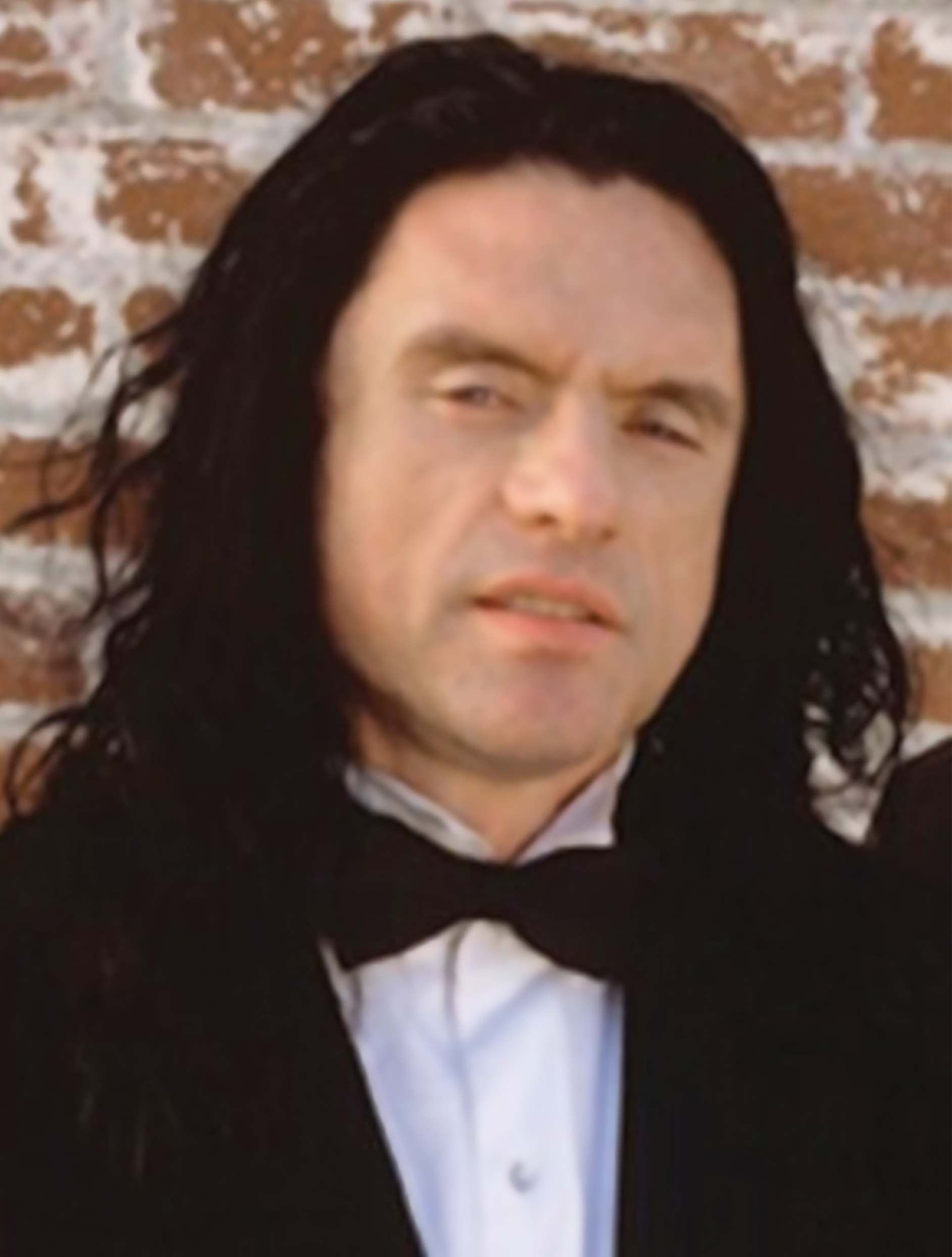
Tommy Wiseau

- Tommy Wiseau jako Johnny
- Greg Sestero jako Mark
- Juliette Danielle jako Lisa
- Philip Haldiman jako Denny
- Carolyn Minnott jako Claudette
- Robyn Paris jako Michelle
- Mike Holmes jako Mike
- Dan Janjigian jako Chris-R
- Kyle Vogt jako Peter
- Greg Ellery jako Steven

## Polski dubbing
Powstał również polski dubbing filmu dostępny w kinowej dystrybucji w ramach przeglądu filmów Najlepsze z Najgorszych. Głos podłożyli: Krzysztof Petkowicz, Diana Grzeszek, Michał Jedut, Monika Rulka, Adrianna Tylus, Paweł Banaszczyk, Michał Tokarski, Monika Stolat, Karol Jakóbczyk, Kaja Karakuła, Mateusz Powszedniak i Bartosz Gomoła.

## Reakcje na film
W 2010 roku amerykański komik i krytyk filmowy, Doug Walker wyszydził film w swoim programie internetowym. Za rzekomo bezprawne użycie w swojej wideorecenzji fragmentów z filmu otrzymał pozew sądowy – rozprawę jednak wygrał. The Room było także wyśmiewane przez takich komików jak Cinema Snob czy Patton Oswalt. Historia powstania The Room została ukazana w książce Grega Sestero i Toma Bissella pt. The Disaster Artist: My Life Inside The Room, the Greatest Bad Movie Ever Made oraz w filmie Jamesa Franco The Disaster Artist.